# ملوية أعورية
ملوية أعورية (بالإنجليزية: Helicobacter typhlonius)‏ هي نوع من البكتيريا، سلبية الغرام، تتبع الملوية.